# Phú Thành, Đồng Tháp
Phú Thành là một xã thuộc tỉnh Đồng Tháp, Việt Nam.

## Địa lý
Xã Phú Thành có vị trí địa lý:
- Phía đông giáp phường Gò Công và Bình Xuân.
- Phía tây giáp xã Đồng Sơn và Vĩnh Bình.
- Phía nam giáp xã Long Bình.
- Phía bắc giáp tỉnh Tây Ninh.

Xã Phú Thành có diện tích 31,92 km², dân số năm 2025 là 25.135 người, mật độ dân số đạt 787 người/km²

## Lịch sử
Ngày 16 tháng 6 năm 2025, Ủy ban Thường vụ Quốc hội ban hành Nghị quyết số 1663/NQ-UBTVQH15 về việc sắp xếp các đơn vị hành chính cấp xã của tỉnh Đồng Tháp năm 2025. Theo đó, sắp xếp toàn bộ diện tích tự nhiên, quy mô dân số của các xã Bình Phú (huyện Gò Công Tây), Thành Công và Yên Luông thành xã mới có tên gọi là xã Phú Thành.
Sau khi sáp nhập, xã Phú Thành có 31,92 km² diện tích tự nhiên và dân số 25.135 người.